# MQTT
MQTT (Message Queuing Telemetry Transport) és un protocol de missatgeria publish-subscribe basat en el protocol TCP/IP. Inicialment desenvolupat per Andy Stanford-Clark (IBM) i Arlen Nipper (EuroTech), i després publicat com a codi obert. MQTT v3.1.1 és ara un estàndard d'OASIS, l'especificació d'aquest protocol és disponible en HTML i PDF.

## Funcionalitat
Propietats de MQTT :
- Estàndard obert.
- Estructura senzilla (mínim nombre de bytes per cada missatge).
- Fiabilitat (existeix la funció QoS Quality of Service), que ens informa de l'estat de la comunicació.
- Simplicitat (protocol que està definit en 43 pàgines).

Fig.1 Missatge tipus CONNECT

MQTT defineix un petit conjunt de missatges :
| Tipus de missatge | Valor | Descripció                                                     |
| ----------------- | ----- | -------------------------------------------------------------- |
| CONNECT           | 1     | Petició del client per a connectar-se al servidor (vegeu Fig1) |
| CONNACK           | 2     | Reconeixement de la connexió                                   |
| PUBLISH           | 3     | Edició missatge                                                |
| PUBACK            | 4     | Reconeixement de l'edició                                      |
| PUBREC            | 5     | Edició rebuda (part 1)                                         |
| PUBREL            | 6     | Edició alliberada (part 2)                                     |
| PUBCOMP           | 7     | Edició completa (part 3)                                       |
| SUBSCRIBE         | 8     | Petició de subscripció de client                               |
| SUBACK            | 9     | Reconeixement de subscripció                                   |
| UNSUBSCRIBE       | 10    | Petició de desubscripció de client                             |
| UNSUBACK          | 11    | Reconeixement de desubscripció                                 |
| PINGREQ           | 12    | Petició de PING                                                |
| PINGRESP          | 13    | Resposta de PING                                               |
| DISCONNECT        | 14    | Client deconnectant                                            |

## Comparativa de protocols MQTT versus HTTP
Benchmarking de mida de trama:
| Acció                                   | Protocol HTTP | Protocol MQTT | Relació HTTP/MQTT |
| --------------------------------------- | ------------- | ------------- | ----------------- |
| Rebre una unitat de dades (la mínima)   | 320 bytes     | 69 bytes      | 4,6               |
| Enviar una unitat de dades (la mínima)  | 320 bytes     | 47 bytes      | 6,8               |
| Rebre 100 unitats de dades (la mínima)  | 12600 bytes   | 2445 bytes    | 5,1               |
| Enviar 100 unitats de dades (la mínima) | 14100 bytes   | 2126 bytes    | 6,6               |

Benchmarking de característiques :
| Característica       | Protocol HTTP                              | Protocol MQTT                                           |
| -------------------- | ------------------------------------------ | ------------------------------------------------------- |
| Model                | Centrat a les dades                        | Centrat al document                                     |
| Accions              | GET, POST, DELETE especificació complexa   | Pub/Sub/Unsub especificació senzilla                    |
| Mida dels missatges  | Missatges llargs                           | Missatges curts                                         |
| Quality of service   | No, cal implementar en la capa d'aplicació | 3 nivells : el millor, almenys 1 cop i exactament 1 cop |
| Distribució de dades | NO, només 1 a 1                            | Sí, 1 a n                                               |

## Brokers MQTT

Fig.2 Exemple de Broker

Existeixen molts brokers MQTT disponibles, varien en la seua funcionalitat, alguns d'ells ofereixen funcionalitats addicionals.
Els principals brokers de codi obert són:
- ActiveMQ
- JoramMQ, OW2 JORAM
- Mosquitto
- RabbitMQ

Un estudi comparatiu de les característiques d'aquests diferents brokers (ActiveMQ, Apollo, JoramMQ, Mosquitto i RabbitMQ) es troba disponible aquí Arxivat 2016-03-04 a Wayback Machine..

## Biblioteques de clients
Nombroses biblioteques estan disponibles per programar clients MQTT, per a la majoria dels llenguatges (C, C++, Java, JavaScript, PHP, Python, etc.) i per a la majoria de les plataformes (Linux, Windows, iOS, Android, Arduino, etc.).
El projecte Eclipse/Paho ofereix implementacions de codi obert dels protocols de missatgeria oberts i estàndards destinats a les aplicacions noves i emergents per a la comunicació M2M (màquina-a-màquina) i de l'Internet de les coses (IoT).

## Aplicacions reals
En el món real, hi ha nombrosos projectes que utilitza el protocol MQTT :
- Facebook Messenger : Facebook ha utilitzat aspectes de MQTT en Facebook Messenger.
- L'ultima_versio del sistema de control de senyalització de l'IECC Scalable DeltaRail utilitza MQTT per les comunicacions entre les diferents parts del sistema i els components del sistema de senyalització.
- CloudMQTT és un servei de missatgeria que utilitza el protocol MQTT.